# ビジネスキーボード認定試験
ビジネスキーボード認定試験（びじねすきーぼーどにんていしけん）とは、日本商工会議所が実施する技能認定制度。

## 概要
タッチタイピングの入力速度と正確性を証明する試験であり、科目別に5段階の評価が与えられる。尚、日本商工会議所は本試験をキーボード操作技能認定制度の中級・上級と位置づけており、初級に該当する試験としてキータッチ2000テストが日本商工会議所により実施されている。

### 試験概要
試験は商工会議所が指定するネット試験施行機関にて実施される。実施時期は随時、毎週、毎月の3つに分かれており、施行機関によって異なる。試験会場に用意されたパソコンの画面に表示された文字を受験者がキーボードで入力する形式で行われる。
合否判定は行われず、正しく入力した文字数によって「日本語」「英語」「数値」の科目別に最高のS評価から最低のD評価までの5段階で技能を評価される。文字数は1行ごとにカウントされるが、行中に1文字でも誤りがあれば、その行では1文字もカウントされない。
試験後、受験者全員に技能認定証明書が発行される。また、S評価の受験者のうち、全ての科目で1文字も間違えずに入力した受験者には、「ビジネスキーボードマスター」という名称の称号が与えられる。受験料は税込みで2,570円。
過去にはCD-ROMによる受験が可能だったが平成18年度をもって終了し、平成19年度からはインターネットを利用したネット試験のみが実施されている。
- 日本語
  - 試験時間10分間。練習時間2分間。900字によって作成された短文、単語、ことわざ、四字熟語等により出題される。全900字を入力するとS評価、800字以上900字未満の入力でA評価、600字以上800字未満の入力でB評価、400字以上600字未満の入力でC評価、400字未満の入力でD評価となる。
- 英語
  - 試験時間10分間。練習時間2分間。3000字によって作成された短文、単語、熟語等により出題される。全3000字を入力するとS評価、2500字以上3000字未満の入力でA評価、2000字以上2500字未満の入力でB評価、1500字以上2000字未満の入力でC評価、1500字未満の入力でD評価となる。
- 数値
  - 試験時間5分間。練習時間1分間。1200字によって作成された数字、郵便番号、日付等により出題される。全1200字を入力するとS評価、1000字以上1200字未満の入力でA評価、800字以上1000字未満の入力でB評価、600字以上800字未満の入力でC評価、600字未満の入力でD評価となる。

## 教材
キータッチ2000テスト用の教材として日本商工会議所が監修した「トレーニングCD-ROM」が株式会社カリアックより発売されているが、このCD-ROMではビジネスキーボード認定試験のサンプル問題を解くことができる。